# VIIIe législature de la République italienne
La VIIIe législature de la République italienne (en italien : La VIII Legislatura della Repubblica Italiana) est la législature du Parlement de la République italienne qui a été ouverte le 20 juin 1979 et qui s'est fermée le 11 juillet 1983.

## Gouvernements
- Gouvernement Cossiga I
  - Du 4 août 1979 au 4 avril 1980
  - Président du Conseil des ministres d'Italie : Francesco Cossiga (DC)
  - Composition du gouvernement : DC, PSDI, PLI
- Gouvernement Cossiga II
  - Du 4 avril 1980 au 18 octobre 1980
  - Président du Conseil des ministres d'Italie : Francesco Cossiga (DC)
  - Composition du gouvernement : DC, PSI, PRI
- Gouvernement Forlani
  - Du 18 octobre 1980 au 28 juin 1981
  - Président du Conseil des ministres d'Italie : Arnaldo Forlani (DC)
  - Composition du gouvernement : DC, PSI, PRI, PSDI
- Gouvernement Spadolini I
  - Du 28 juin 1981 au 23 août 1982
  - Président du Conseil des ministres d'Italie : Giovanni Spadolini (PRI)
  - Composition du gouvernement : DC, PSI, PSDI, PRI, PLI
- Gouvernement Spadolini II
  - Du 23 août 1982 au 1er décembre 1982
  - Président du Conseil des ministres d'Italie : Giovanni Spadolini (PRI)
  - Composition du gouvernement : DC, PSI, PSDI, PRI, PLI
- Gouvernement Fanfani V
  - Du 1er décembre 1982 au 4 août 1983
  - Président du Conseil des ministres d'Italie : Amintore Fanfani (DC)
  - Composition du gouvernement : DC, PSI, PSDI, PLI

## Chambre des députés
| Groupe parlementaire | Nombre de sièges |
| -------------------- | ---------------- |
| DC                   | 262/630          |
| PCI                  | 201/630          |
| PSI                  | 62/630           |
| MSI-DN               | 30/630           |
| PSDI                 | 20/630           |
| PRD                  | 18/630           |
| PRI                  | 16/630           |
| PLI                  | 9/630            |

## Sénat
| Groupe parlementaire | Nombre de sièges |
| -------------------- | ---------------- |
| DC                   | 138/315          |
| PCI                  | 109/315          |
| PSI                  | 32/315           |
| MSI-DN               | 13/315           |
| PSDI                 | 9/315            |
| PRD                  | 2/315            |
| PRI                  | 6/315            |
| PLI                  | 2/315            |